# Autobús articulado

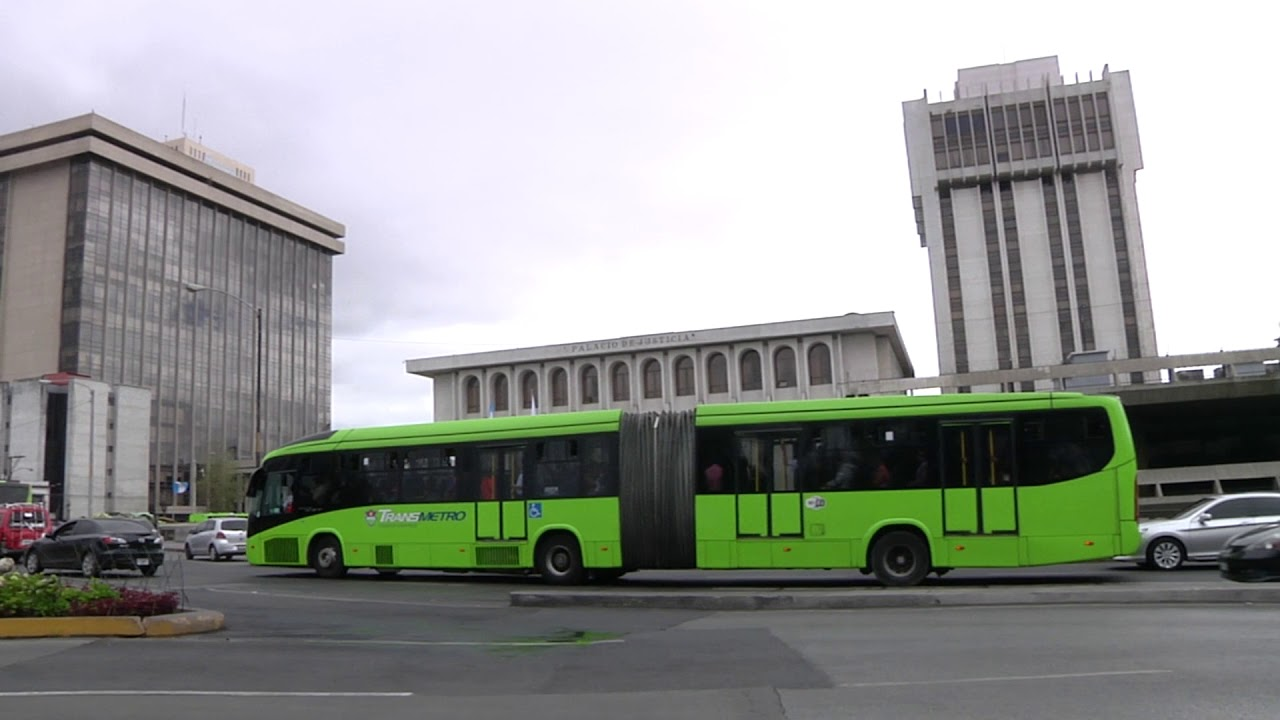
BRT articulado del sistema de Transmetro en el Centro Cívico de la Ciudad de Guatemala.

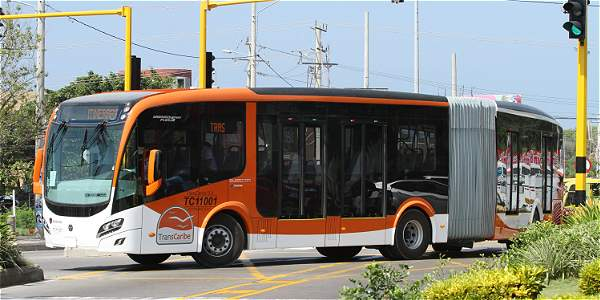
Un autobús articulado de Transcaribe en servicio en la ciudad colombiana de Cartagena de Indias.

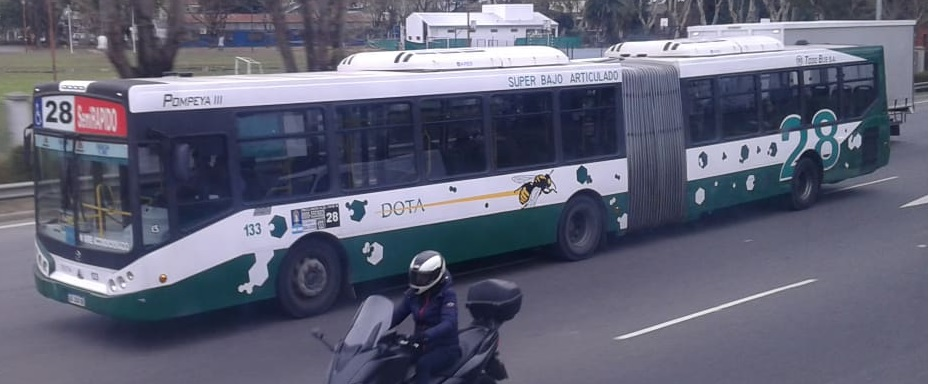
Un colectivo articulado de la línea 28 circulando por la Avenida Leopoldo Lugones, en la Ciudad de Buenos Aires.

Un autobús articulado es un autobús de dos o más secciones tipo módulos, si posee dos secciones frecuentemente está dotado con dos ejes en la sección delantera y un tercer eje en el sección trasera (remolque). El autobús articulado de dos secciones suele poseer una longitud de aproximadamente dieciocho metros, en comparación con los diez a doce metros de un autobús normal de una unidad. Puede recibir el nombre coloquial de "bus oruga" por el parecido con dicho insecto.
La capacidad varía de acuerdo al modelo de bus elegido, siendo por lo general entre ochenta a ciento sesenta pasajeros, dependiendo del modelo de carrocería, la capacidad del chasis portante, la cantidad de asientos incluidos en el diseño de la carrocería y la extensión del autobús.

## Características
Al igual que un autobús normal, puede poseer solo un piso bajo o puede tener también un piso alto (que se construye como exclusividad en donde el inmobiliario urbano ha sido modificado con tal fin, como es el caso de los sistemas brasileño y colombiano; pioneros en este tipo de buses). La tendencia de los últimos años en Europa y Sudamérica ha sido la puesta en servicio de autobuses de piso bajo para facilitar la subida y bajada de los pasajeros, y ahorrar recursos en la modificación del amoblado urbano existente, sin gastar extra en la construcción de secciones extrañas dentro de la ciudad. Junto con ello suelen tener una rampa de subida para las personas que usan silla de ruedas. El autobús como norma de servicio cuenta con un sistema de suspensión neumática autorregulada, el cual permite que el autobús se incline acercando aún más el nivel del piso del bus al de la acera (o vereda), y que le da un mayor confort en la marcha al resentir menos el paso sobre obstáculos y deformidades de la calzada.

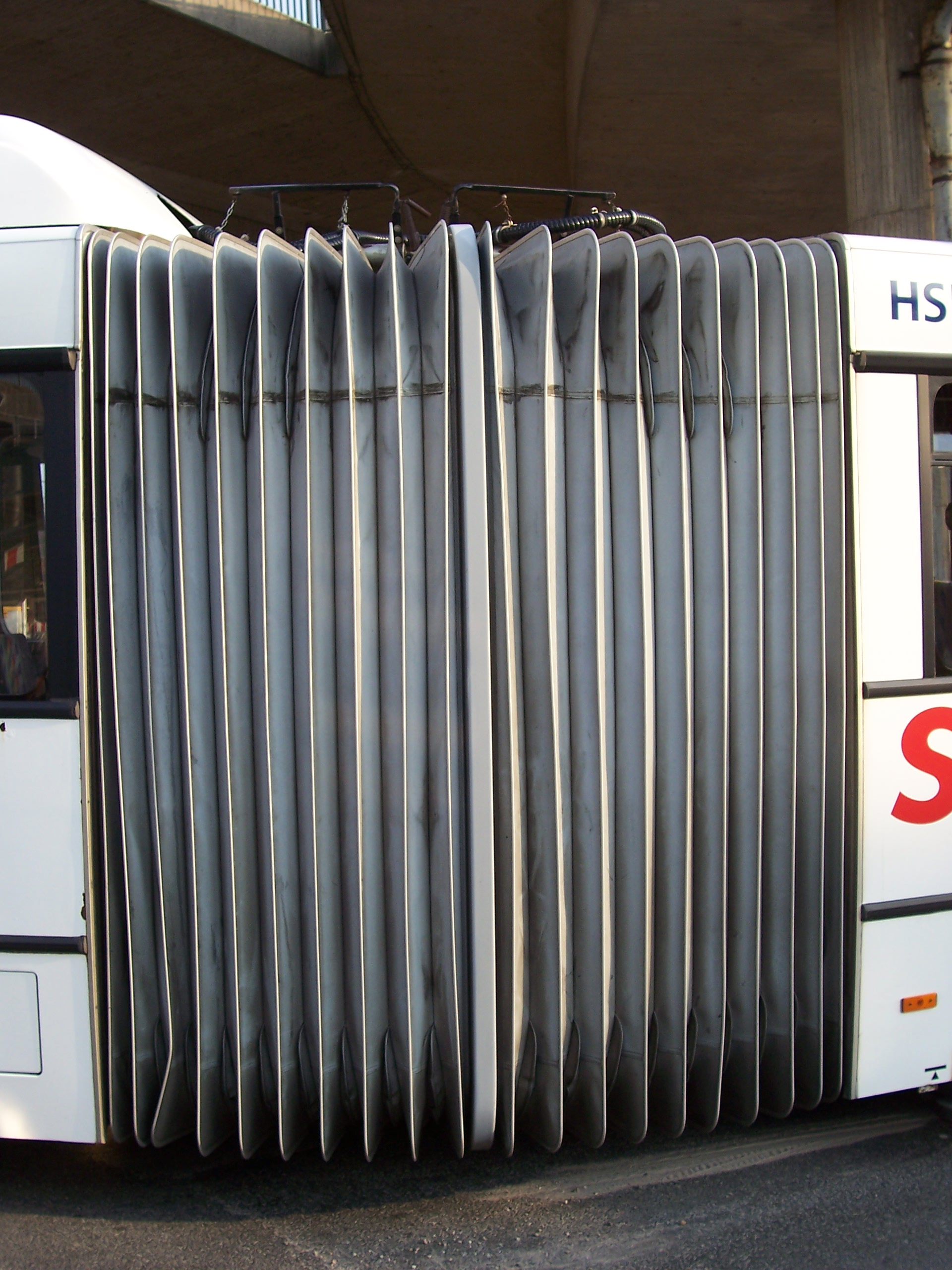
Detalle de la articulación.

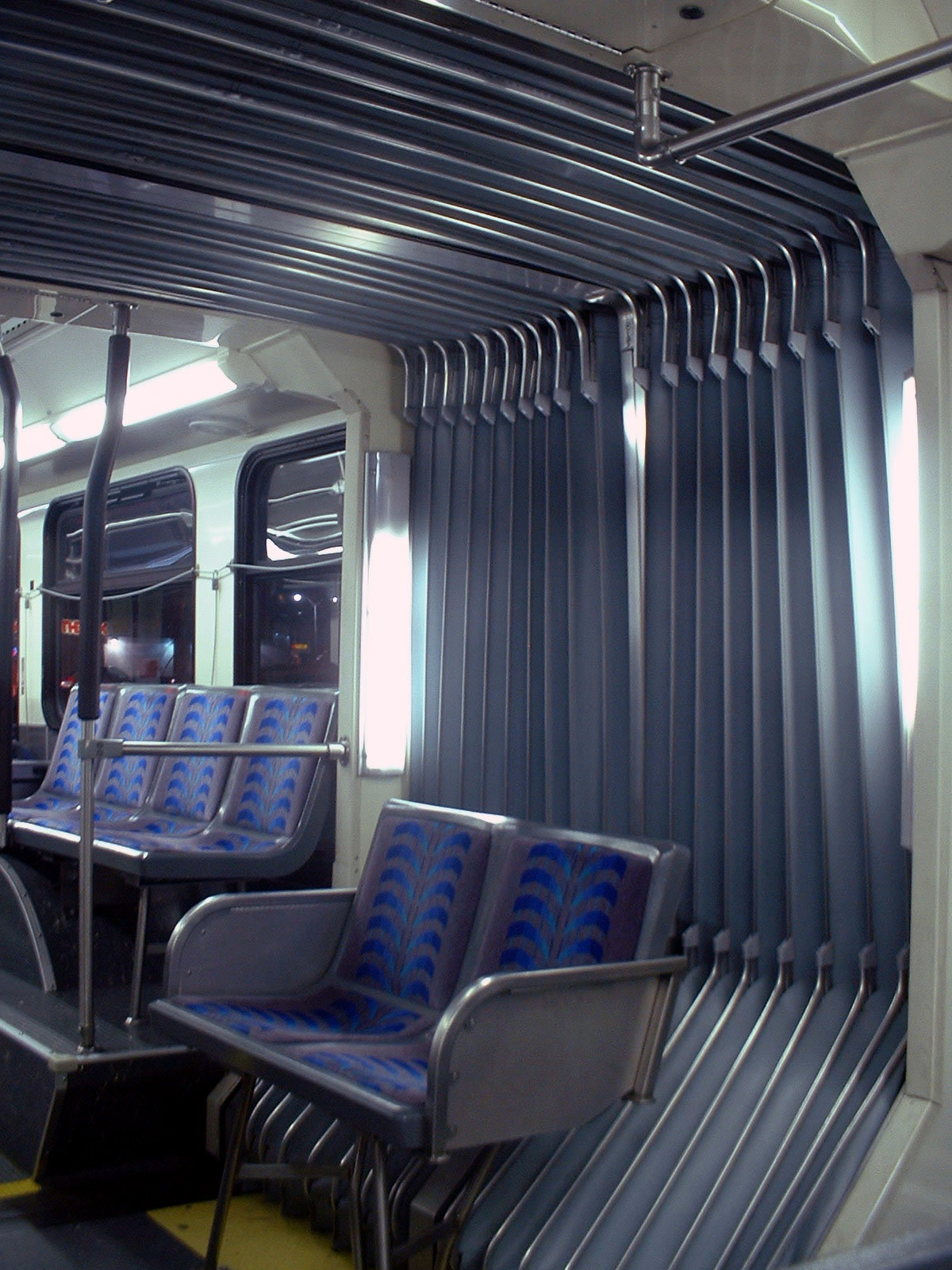
Articulación por dentro.

Aunque pareciese forzado, las secciones que componen a un bus articulado están interconectadas para los pasajeros (lo cual es una ventaja tanto para el pasajero como para el servicio en sí), el modo más frecuente hasta el presente es el de conectar las secciones de este tipo de bus mediante un pasillo flexible o un sistema de fuelles que intercomunica los compartimentos que permiten, aun estando en marcha, un pasadizo continuo en la contigüidad, sin embargo suele ser exclusivo de algunos modelos que emplean un bus de triple articulación un sistema que añade un pasadizo que pivota sobre un eje y que anexa el tercer vagón del triarticulado, tal compartimento-articulación (como existe en algunos trenes) no solo aporta una especial y placentera sensación de amplitud al pasajero sino que ofrece más seguridad y (a medio plazo) economía en tipos de transportes urbanos e interurbanos de corta y media distancia (no más de 150 km) como el autobús y el autobús articulado.

## Europa

### España

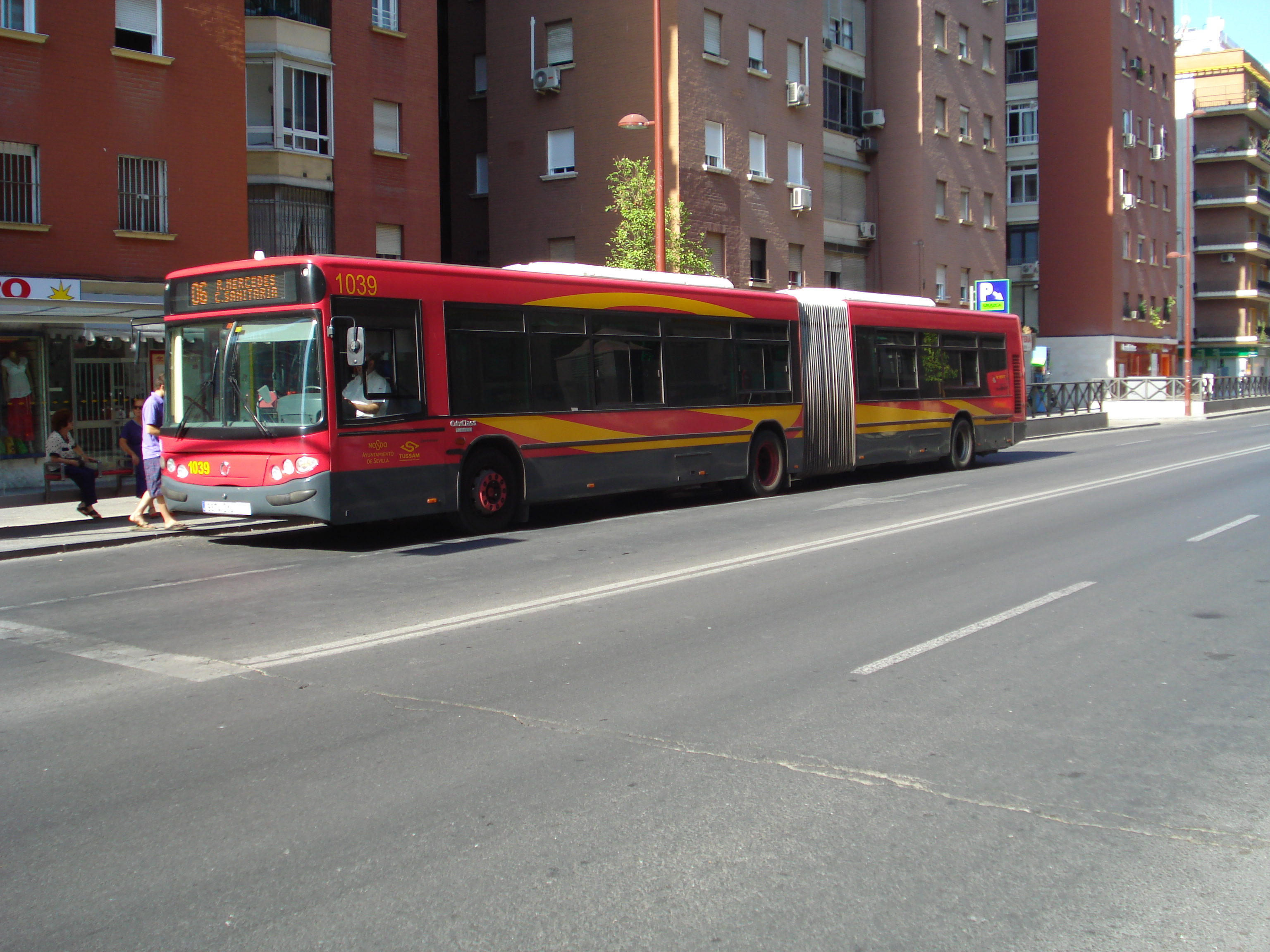
Autobús articulado (Irisbus Cityclass Cursor con carrocería Castrosua CS 40 City II de TUSSAM, Sevilla

Los autobuses articulados, en diferentes proporciones, son utilizados en el transporte urbano en las ciudades españolas, especialmente en las capitales de provincia y en las ciudades más pobladas. Como excepción se puede reseñar Bilbao, ciudad con gran población cuyo servicio urbano carece de este tipo de autobuses; sin embargo, en los enlaces interurbanos de Bizkaibus han sido habituales estos vehículos, siendo la línea Bilbao-Santurce la primera en emplearlos en 1976, con ocasión de la retirada de sus autobuses de dos pisos.
| Ciudad                                        | Porcentaje |
| --------------------------------------------- | ---------- |
| Oviedo (TUA)                                  | 48,4 %     |
| Pamplona (TUC)                                | 36,3 %     |
| Barcelona (TMB)                               | 27 %       |
| Burgos (SAMYT)                                | 25,8 %     |
| Palma (EMT Palma)                             | 25,7 %     |
| Sevilla (TUSSAM)                              | 24,5 %     |
| Granada (Rober)                               | 23,8 %     |
| Valladolid (AUVASA)                           | 22 %       |
| Gijón (Emtusa)                                | 22%        |
| Málaga (EMTSAM)                               | 21,8 %     |
| San Sebastián (CTSS-DTK (Donostia Bus))       | 21,4 %     |
| La Coruña (Compañía de Tranvías de La Coruña) | 17,2 %     |
| Valencia (EMT Valencia)                       | 7 %        |
| Santander (TUS)                               | 5,9%       |
| Madrid (EMT de Madrid)                        | 4 %        |

El primer autobús articulado urbano e interurbano utilizado en España fue el Pegaso 6035/A, desarrollado a mediados de los años sesenta. Este modelo fue muy utilizado por diferentes operadores, tanto urbanos como metropolitanos. En los años ochenta, y tras la apertura del mercado a los modelos del exterior, cobró importancia el Mercedes-Benz O405G. En la actualidad, los autobuses articulados que circulan en las ciudades españolas son de motor Irisbus, Mercedes-Benz, MAN o Volvo.
Los carroceros españoles Castrosua, TATA Hispano y Burillo ofrecen modelos articulados. A estos habría que añadir Evobus (con el Mercedes Benz Citaro) y Van Hool.
Por lo que se refiere a propulsiones, sólo se utiliza diésel o biodiésel, siendo la excepción Barcelona, donde circulan autobuses articulados de gas natural comprimido, de marca Irisbus, MAN y Mercedes-Benz.
El uso de autobuses articulados es menor en los servicios metropolitanos, aunque también significativo, especialmente en las grandes áreas metropolitanas. En algunos casos se utilizan vehículos de piso bajo, con la misma estructura que los urbanos, mientras que en otros son autobuses tipo cercanías, es decir, con escalones.
- Barcelona
  - SARBUSAutobús articulado (MAN NG 313 F) con carrocería Castrosua CS 40)  haciendo la línea H6 de TMB, Barcelona.
  - Hispano-Igualadina
- Cádiz (Bahía de Cádiz)
  - Transportes Generales Comes
- Cantabria
  - Casanova
- Guipúzcoa
  - Euskotren
  - Autobuses de Garayar
- Madrid (CTM)
  - ALSA
  - EMT de Madrid
  - Interbus
- Sevilla
  - Casal
  - Paulino
  - Tranvías de Sevilla
  - Pamplona

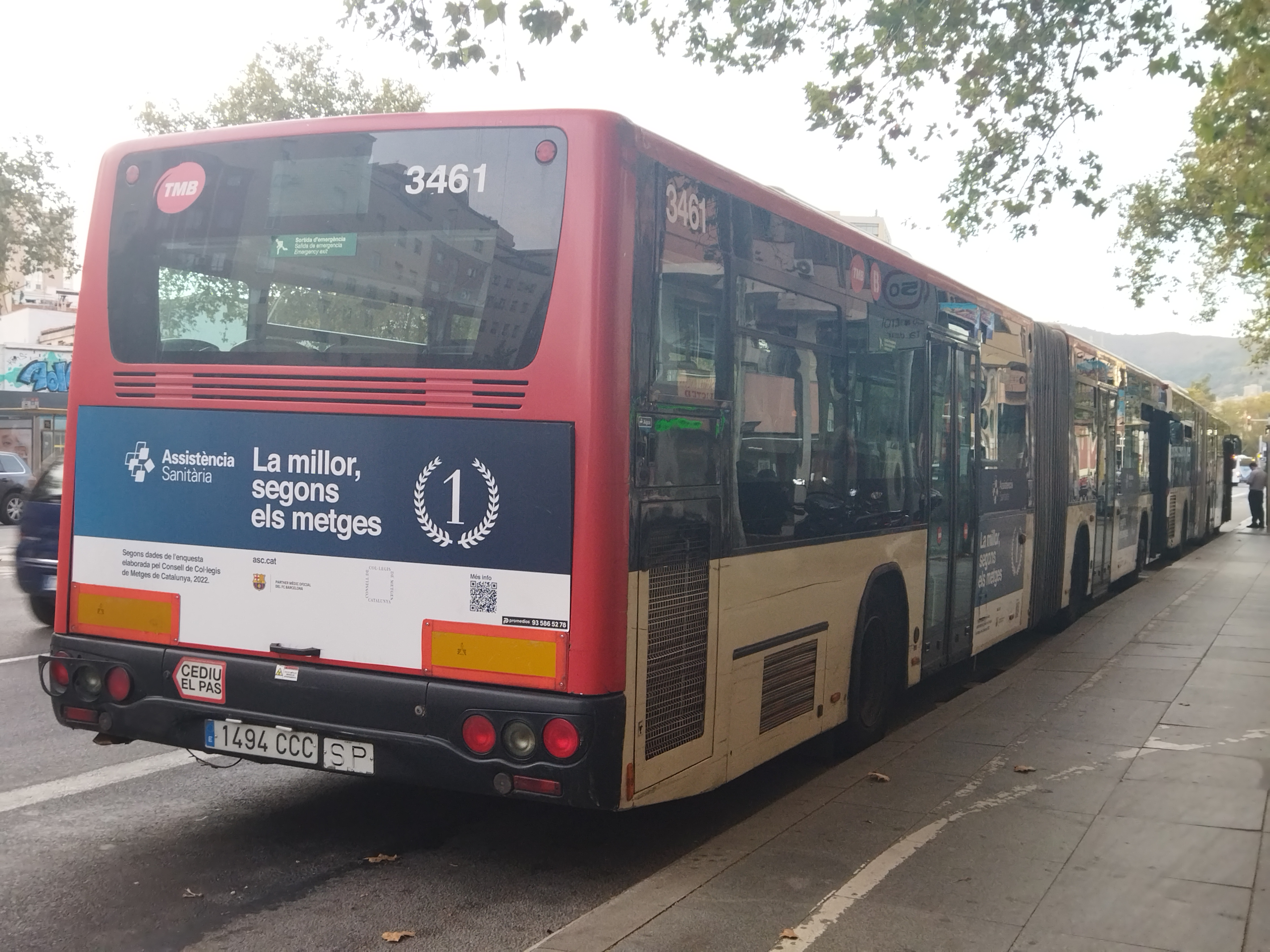
Autobús articulado (MAN NG 313 F) con carrocería Castrosua CS 40) haciendo la línea H6 de TMB, Barcelona.

  - TCC Transports ciutat comtal (denominadas villavesas)
- Valladolid
  - Empresa Cabrero
- Vizcaya (Bizkaibus)
  - Euskotren
  - TCSA
- Vigo (Vitrasa)
  - Líneas especialmente transitadas (C3,U1, U2 y refuerzos)
- Murcia
  - Transporte de Murcia y Pedanías
- Las Palmas de Gran Canaria
  - Guaguas Municipales

## Autobús biarticulado

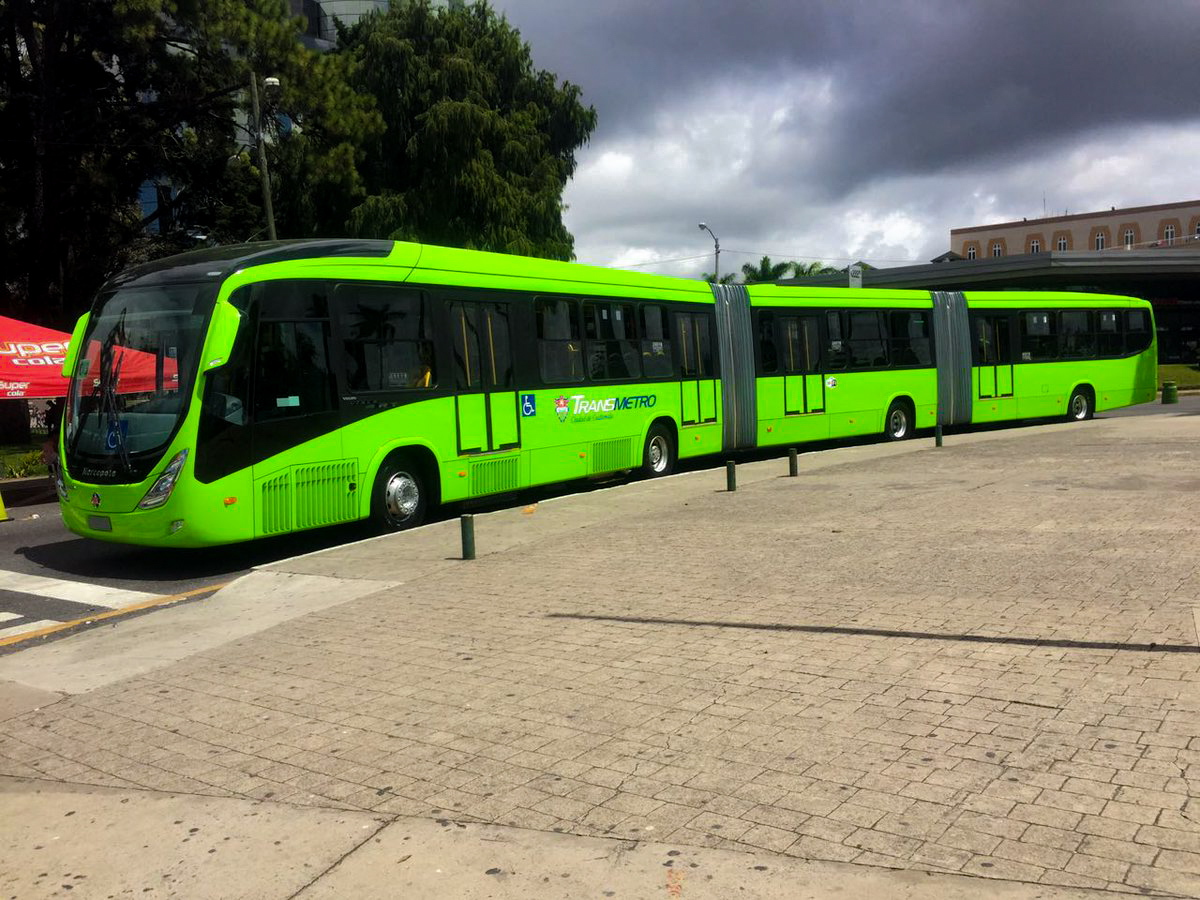
Autobús biarticulado del Transmetro que sirve a la Ciudad de Guatemala y la Ciudad de Villa Nueva, Guatemala.

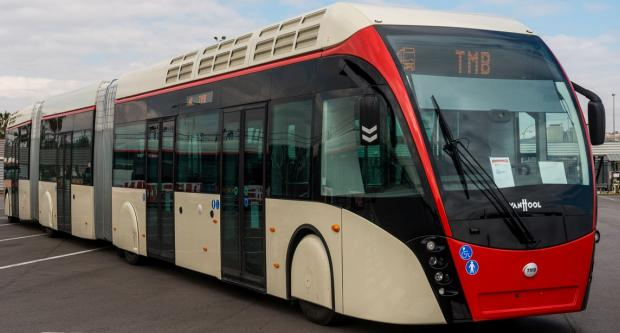
Biarticulado de la línea H12 de Barcelona

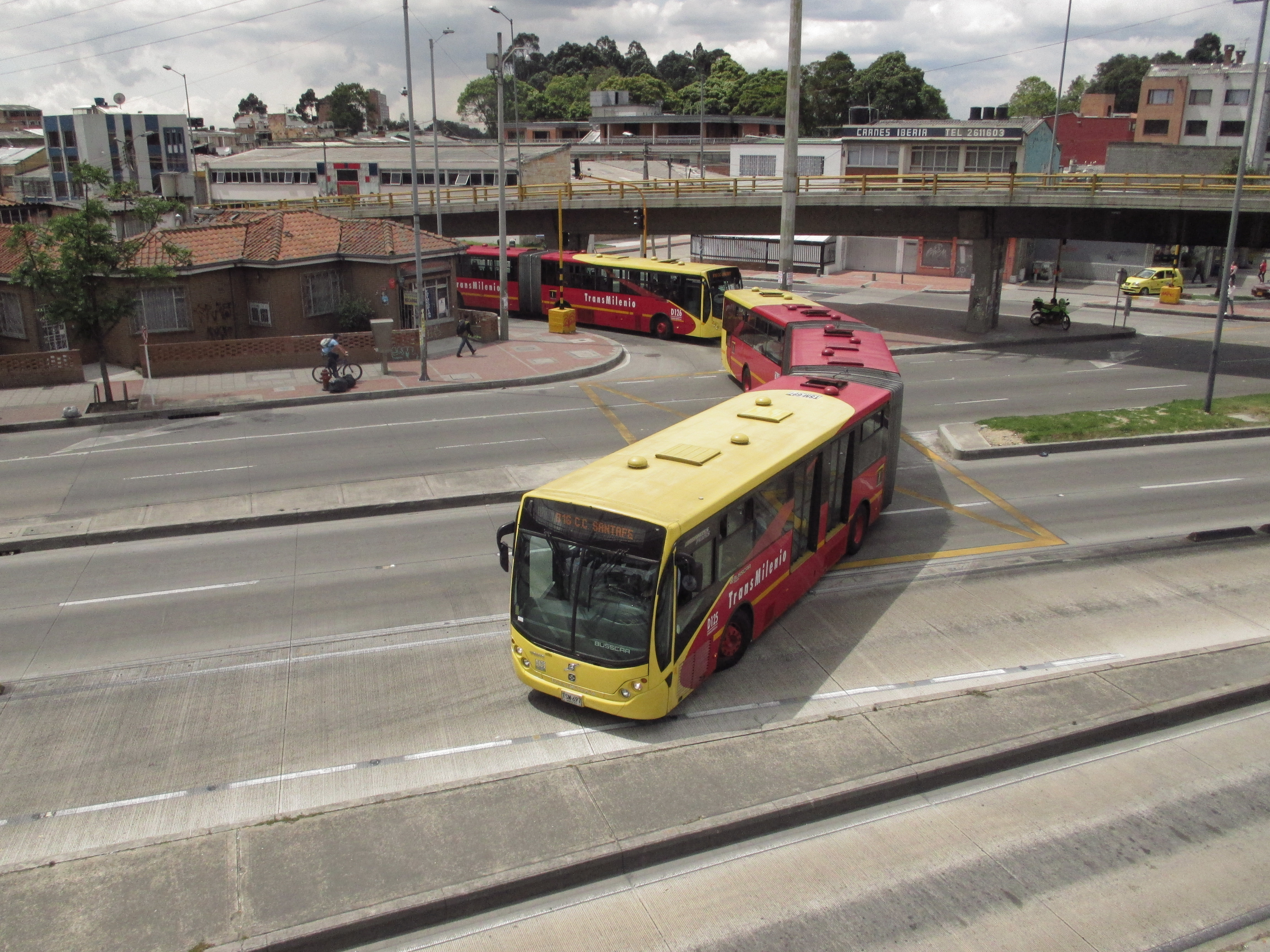
La desventaja de este tipo de bus, es que se necesita mucho más espacio, como en este caso del TransMilenio en Bogotá.

Un autobús biarticulado o articulado doble es un vehículo que tiene mayor capacidad que un articulado convencional ya que cuenta con una extensión de más respecto al autobús articulado; en suma, cuenta con tres partes en total. Esto también implica la adición de un eje adicional y una segunda junta de articulación. Debido a la longitud extendida, tienden a ser utilizados en las rutas principales de alta frecuencia.
Una de sus principales ventajas es que se reduce el número de controladores necesarios para ejecutar un servicio para un número específico de personas, mucho más rentable, mayor cantidad de pasajeros por conductor.
Las desventajas incluyen dificultades en el tráfico, la necesidad de tener paradas de autobús que atienden a la longitud extendida, y el hecho de que dos autobuses con la misma capacidad se pueden usar de manera más flexible, tales como tener un bus que llega cada cinco minutos, en lugar de uno de los grandes autobuses articulados cada diez minutos.
Todo comenzó con el fabricante de buses Ikarus de Hungría a mediados de la década de los 60 con el bus Ikarus 180.
En Francia el fabricante Renault junto a Heuliez desarrollaron el "Mégabus" (oficialmente el Heuliez GX237), un autobús de piso alto biarticulado, a finales de 1980. Luego, el fabricante de autobuses húngaros Ikarus mejoraría con el prototipo de autobús biarticulado, el Ikarus 293, a principios de 1990.
El uso de los autobuses biarticulados en Suramérica se inició en 1992 con los vehículos fabricados por Volvo (el chasis) y Marcopolo (ensamble), capaz de transportar hasta 270 pasajeros. Cada bus biarticulado está equipado con cinco puertas donde los pasajeros pueden cargar y descargar rápidamente.
En 2013 bajo el nombre de AutoTram Extra Grand se desarrolla en Alemania un biarticulado híbrido (gasolina y electricidad) de treinta metros de largo, dos metros y medio de ancho y casi tres y medio de alto, con capacidad para transportar hasta 256 pasajeros.
Ese mismo año, circularon las primeras unidades de autobuses biarticulados híbridos en España, en concreto en la ciudad de Barcelona. Miden 24 metros de longitud, 6 metros más que los articulados convencionales, y disponen de un mínimo de 4 puertas. La capacidad de estos vehículos es de 164 personas. Dichas unidades se correspondían con modelo "Exquicity", fabricada por la empresa belga Van Hool.
La Empresa de Pasajeros de Quito en Quito, Ecuador opera buses bi-articulados desde el 2016.  Tiene en su flota 80 buses. Son buses Volvo DH12D, modelo B340M EURO 3, a diésel con un tanque de capacidad de 120 galones y una potencia de 340 HP. El chasis es un Volvo biarticulado B340M

En abril del 2019, la compañía china BYD Auto lanzó al mercado el primer Autobús biarticulado eléctrico del mundo, el BYD K12A, el cual operará como prueba en el sistema BRT de Bogotá TransMilenio en agosto de 2019.

## América
En Latinoamérica se utilizan en las ciudades principales de São Paulo (Brasil), Santiago (Chile), Bogotá, Barranquilla, Bucaramanga, Cali, Cartagena de Indias, Medellín y Pereira (Colombia), Quito y Guayaquil (Ecuador), Ciudad de Guatemala (Guatemala), San Salvador (El Salvador), Ciudad de México, Puebla (México), Guadalajara (México), León (México), Acapulco (México), Lima (Perú), Buenos Aires, Córdoba, Rosario, Mendoza (Argentina), Caracas (Venezuela), Barinas (Venezuela), Maracay (Venezuela),
Santo Domingo (República Dominicana) autobuses articulados de piso alto, en los sistemas conocidos como «Sistema de Autobuses de tránsito rápido/Calzada Exclusiva (BRT por sus siglas en inglés)», en los cuales los buses circulan por vías exclusivas y las estaciones están a la misma altura del piso del autobús siendo los más convenientes para este sistema. No obstante, en Santiago de Chile actualmente se han introducido masivamente autobuses articulados de piso bajo, los cuales no necesitan de estructuras adaptadas al equipamiento urbano existente. Para las personas discapacitadas, algunos modelos de autobuses cuentan con un sistema de anclaje para evitar que salgan despedidas de su espacio cuando se produzcan colisiones o frenadas bruscas. Algunos de los proyectos más progresistas se han dado en Bogotá, Medellín, Barranquilla con la renovación de la flota y en Cartagena de Indias (Colombia) y Lima (Perú) donde los buses articulados son los únicos en el mundo que utilizan gas al 100%, siendo los más ecológicos que existen actualmente. Otros proyectos a ejecutarse serán en ciudades como Buenos Aires (Argentina). En su versión eléctrica, este tipo de buses son usados en la ciudad chilena de Valparaíso como parte del sistema de trolebuses y, a diferencia de los autobuses articulados de Santiago, estos no tienen acceso para discapacitados y luces tipo LED.
Para la señalización de las rutas estos han de contar con letreros móviles, conformados por diodos emisor de luz o LED's en la parte superior del parabrisas, donde se indica el recorrido o información pertinente.